# امکو ۱۰۰۶
اِمِکو ۱۰۰۶ (انگلیسی: Emeco 1006) (تلفظ: تِن-اُ-سیکس) (به انگلیسی: ten-oh-six)، همچنین به عنوان صندلی نیروی دریایی شناخته می‌شود، یک صندلی آلومینیومی است که توسط اِمِکو ساخته شده‌ است. ۱۰۰۶ در ابتدا در سال ۱۹۴۴ میلادی برای کشتی‌های جنگی نیروی دریایی در طی جنگ جهانی دوم ساخته شد، اما بعداً تبدیل به یک صندلی طراح شد که در رستوران‌های سطح بالا و توسط طراحان داخلی استفاده می‌شد. در دههٔ ۱۹۹۰ میلادی، این شرکت شروع به ساخت نسخه‌های طراح صندلی ۱۰۰۶ کرد، مانند صندلی انباشتۀ هادسون و صندلی نیروی دریایی ۱۱۱ ساخته شده از پلاستیک بازیافتی. امکو همچنین چهارپایه، میز و سایر مبلمان می‌سازد. تا سال ۲۰۱۲ میلادی، بیش از یک میلیون صندلی امکو ۱۰۰۶ تولید شده‌ است.